# Bernard Greenhouse
Bernard Greenhouse (3. siječnja 1916. – 13. svibnja 2011.) bio je američki violončelist i jedan od osnivača klavirskog tria, Beaux Arts Trio.
Tijekom školovanja na konzervatoriju Juilliard School, podučavali su ga znameniti violončelisti kao što su Emanuel Feuermann, Diran Alexanian i Pablo Casals.
Nakon završetka studija, Greenhouse je započeo samostalnu karijeru, ali je naišao na poteškoće pošto tada violončelo nije bio popularan solo instrument. Tijekom tog perioda, upoznao je violinista, Daniela Guileta, koji je Greenhousea pozvao na snimanje Mozartovih djela s pijanistom, Menahemom Presslerom. Njihovo upoznavanje 1955. godine u New Yorku označilo je početak klavirskog tria, Beaux Arts Trio. Greenhouse napušta trio 1987. godine te je zamijenjen s violončelistom Peterom Wileyjem.
Tijekom karijere podučavao je na brojnim sveučilištima i konzervatorijima u SAD-u, te je i nakon formalnog umirovljenja nastavio s podučavanjem i sviranjem diljem svijeta sve do svoje smrti 2011. godine.
Greenhouse je ostao upamćen po svojoj vrhunskoj sviralačkoj tehnici te kvaliteti i raznolikosti zvuka.